# Kazimierz Zenkteller

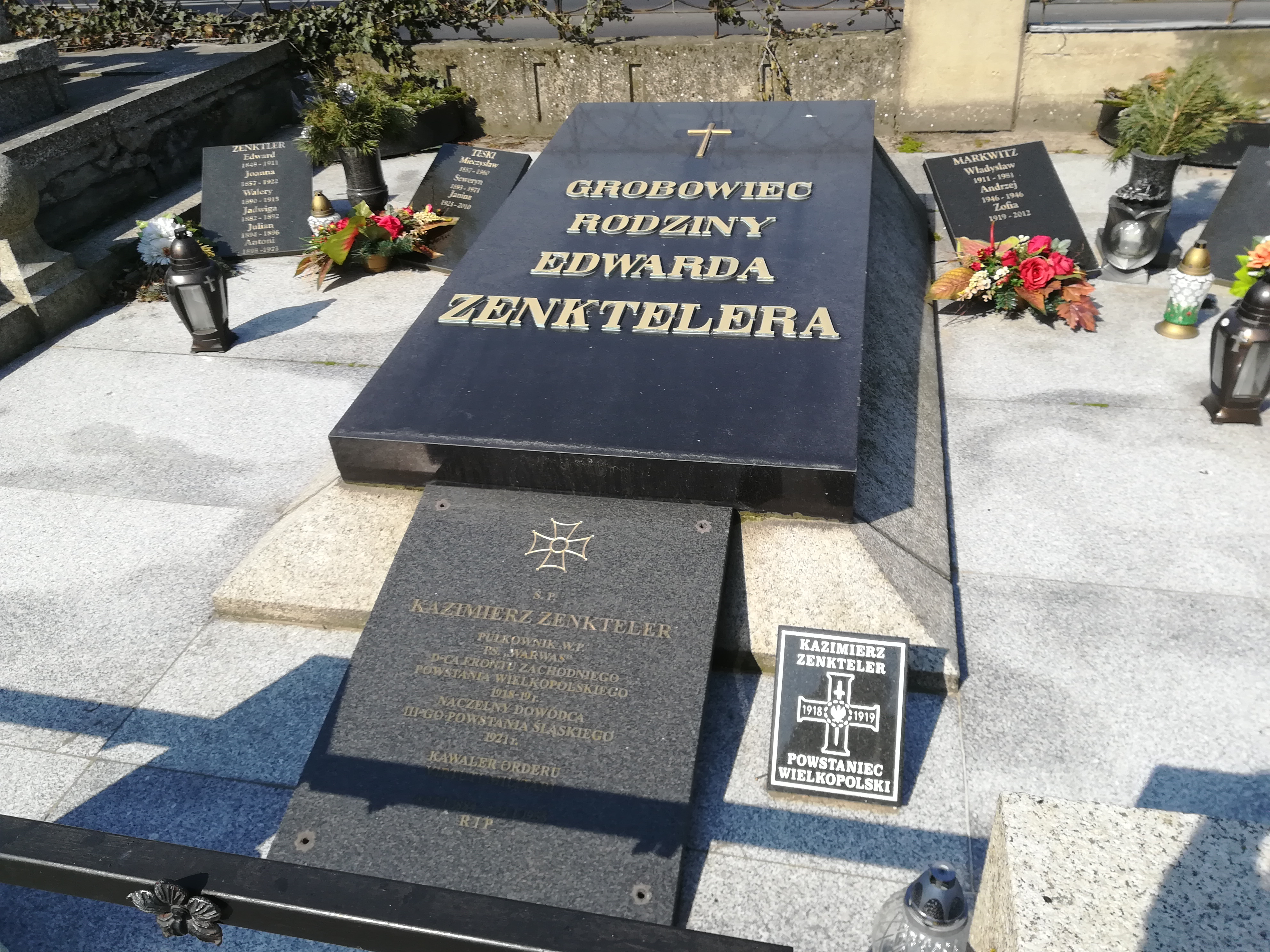
Grób Kazimierza Zenktelera na Cmentarzu św. Rocha w Buku

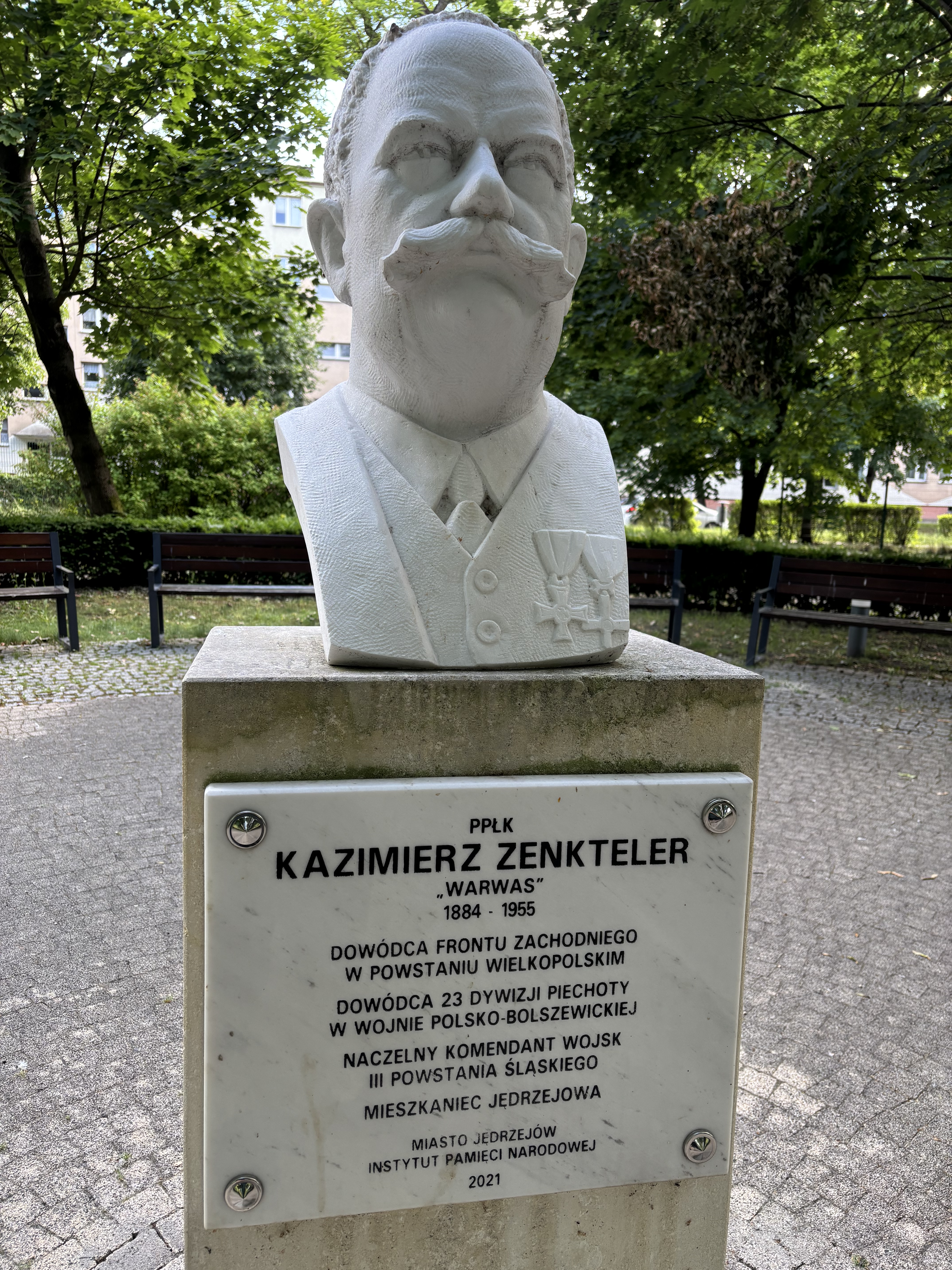
Pomnik Kazimierza Zenktellera w Parku Miejskim w Jędrzejowie

Kazimierz Zenkteller (Zenkteler), ps. Warwas (ur. 27 stycznia 1884 w Wojnowicach, zm. 22 stycznia 1955 w Jędrzejowie) – podpułkownik rezerwy piechoty Wojska Polskiego, powstaniec wielkopolski i śląski, kawaler Orderu Virtuti Militari.

## Życiorys
Urodził się w Wojnowicach, w ziemiańskiej rodzinie kupca Edwarda i Joanny z Szyfterów. Po ukończeniu gimnazjum w Poznaniu, został powołany w 1906 roku na jednoroczny kurs do wojska pruskiego. W 1909 r. otrzymał awans na sierżanta rezerwy. Walczył w I wojnie światowej w szeregach wojska niemieckiego. Ciężko ranny 1 sierpnia 1914 we Flandrii (góra Kennel), został, w stopniu podporucznika artylerii, zwolniony z armii jako inwalida.
Był jednym z czołowych organizatorów przygotowań do powstania wielkopolskiego. W czasie powstania dowodził na froncie zachodnim, potem był dowódcą V Okręgu Wojskowego w Grodzisku Wlkp. W grudniu 1918 r. brał udział w obradach Polskiego Sejmu Dzielnicowego. W kwietniu 1919 awansowany do stopnia kapitana. Na bazie kompanii bukowskiej organizował 1 pułk rezerwowy (później 155 pułk piechoty). W czasie wojny z bolszewikami 1920 roku dowodził VII Brygadą Rezerwową. W grudniu tego roku objął dowództwo nad nowo powstałą 23 Dywizją Piechoty. Od 6 czerwca 1921 roku z polecenia władz Polski objął dowództwo sił powstańczych na Górnym Śląsku, w miejsce zdymisjonowanego Macieja Mielżyńskiego.
W styczniu 1922 roku przeniesiony został do rezerwy. W Roczniku Oficerskim z 1924 roku figuruje, jako podpułkownik rezerwy 73 pułku piechoty ze starszeństwem z dniem 1 czerwca 1919 i 32. lokatą. W latach 20. był członkiem Kapituły Orderu „Odrodzenia Polski”.
Zajął się gospodarowaniem w swoim majątku w Mieściskach w Wielkopolsce, w powiecie szamotulskim, gmina Duszniki. W czasie II wojny światowej wysiedlony do Generalnego Gubernatorstwa, osiadł w Jędrzejowie w woj. kieleckim, gdzie spędził resztę życia i został pochowany. 27 grudnia 2001 roku jego ekshumowane prochy złożono w grobowcu rodzinnym na Cmentarzu przy ul. św. Rocha w Buku (kwatera A od ul. św. Rocha/ganek).

## Ordery i odznaczenia
- Krzyż Srebrny Orderu Wojskowego Virtuti Militari (8 kwietnia 1921) „za walki z niemcami w Poznańskiem”[9][10][11]
- Krzyż Niepodległości z Mieczami (17 września 1932) „za pracę w dziele odzyskania niepodległości”[12]
- Krzyż Oficerski Orderu Odrodzenia Polski (13 lipca 1921) „za zasługi, położone dla Rzeczypospolitej Polskiej, na polu organizacji wojskowej”[13], jako jedna z pierwszych 15 osób odznaczonych Orderem Odrodzenia Polski[14][15]
- Krzyż Walecznych (1921)[16]